# البلدان الأقل نماء

البلدان الأقل نماءً
البلدان الأقل نماءً سابقًا

البلدان الأقل نموا ((بالإنجليزية: Least Developed Countries)‏ تُختصر بـ LDCs)، هي قائمة بالبلدان النامية التي تُظهر -حسب الأمم المتحدة- أدنى مؤشرات التنمية الاجتماعية والاقتصادية، مع أدنى تصنيف لمؤشر التنمية البشرية لجميع البلدان في العالم. نشأ مفهوم أقل البلدان نمواً في أواخر الستينيات وأدرجت الأمم المتحدة المجموعة الأولى من أقل البلدان نمواً في قرارها 2768 (XXVI) المؤرخ بتاريخ 18 نوفمبر 1971.
تصنف الدولة بين أقل البلدان نمواً إذا كانت تستوفي ثلاثة معايير:
- الفقر - معيار قابل للتعديل على أساس نصيب الفرد من الدخل القومي الإجمالي ومتوسطه على مدى ثلاث سنوات. اعتبارًا من عام 2018، يجب أن يكون نصيب الفرد من إجمالي الدخل القومي أقل من 1,025 دولارًا أمريكيًا لإدراجها في القائمة، وأكثر من 1,230 دولارًا للخروج منها.
- ضعف الموارد البشرية (بناءً على مؤشرات التغذية والصحة والتعليم ومحو الأمية الكبار).
- الضعف الاقتصادي [الإنجليزية] (استنادًا إلى عدم استقرار الإنتاج الزراعي، وعدم استقرار صادرات السلع والخدمات، والأهمية الاقتصادية للأنشطة غير التقليدية، وتركيز صادرات البضائع، وإعاقة الحجم الاقتصادي الصغير، والنسبة المئوية للسكان النازحين بسبب الكوارث الطبيعية).

اعتبارًا من عام 2018، تم تصنيف 47 دولة على أنها أقل البلدان نمواً، بينما تم إخراج خمسة بلدان ما بين عامي 1994 و 2017. تعترف منظمة التجارة العالمية بقائمة الأمم المتحدة لأقل البلدان نمواً. فلسفيًا،
| البلدان الأقل نماء | يمكن للتدابير المتخذة في إطار منظمة التجارة العالمية أن تساعد أقل البلدان نمواً على زيادة صادراتها إلى أعضاء منظمة التجارة العالمية الآخرين وجذب الاستثمار. في العديد من البلدان النامية، شجعت الإصلاحات المؤيدة للسوق على نمو أسرع وتنويع الصادرات ومشاركة أكثر فعالية في النظام التجاري المتعدد الأطراف. | البلدان الأقل نماء |

## نظرة عامة
تتم مراجعة معايير أقل البلدان نمواً كل ثلاث سنوات من قبل لجنة السياسات الإنمائية (CDP) التابعة للمجلس الاقتصادي والاجتماعي للأمم المتحدة (ECOSOC). قد «تخرج» البلدان من تصنيف أقل البلدان نمواً عندما تتجاوز المؤشرات هذه المعايير في مراجعتين كل ثلاث سنوات متتالية.

## قائمة بالبلدان الأقل نماء
البلدان الأقل نموا مُرتّبة حسب القارة بالترتيب الهجائي:
آسيا (8 بلدان)
| - أفغانستان - بنغلاديش - تيمور الشرقية - كمبوديا | - لاوس - ميانمار - نيبال - اليمن |  |

أفريقيا (32 بلداً)
| - إثيوبيا - إرتريا - أنغولا - أوغندا - بوركينا فاسو - بوروندي - بنين - تشاد - تنزانيا - توغو - جزر القمر - جمهورية إفريقيا الوسطى | - جمهورية الكونغو الديمقراطية - جنوب السودان - جيبوتي - رواندا - زامبيا - السنغال - السودان - سيراليون - الصومال - غامبيا - غينيا | - غينيا بيساو - ليبيريا - ليسوتو - مالي - مدغشقر - مالاوي - موريتانيا - موزمبيق - النيجر |

الأمريكيتان (بلد واحد)
- هايتي

أوقيانوسيا (5 بلدان)
- توفالو
- جزر سليمان
- كيريباتي

## البلدان المتخرجة
- بوتسوانا (في 1994)
- الرأس الأخضر (في 2007)
- جزر المالديف (في 1 يناير 2011) [7][8][9]